# Bathytoma virgo
Bathytoma virgo é uma espécie de gastrópode do gênero Bathytoma, pertencente à família Borsoniidae.